# Kommunalka

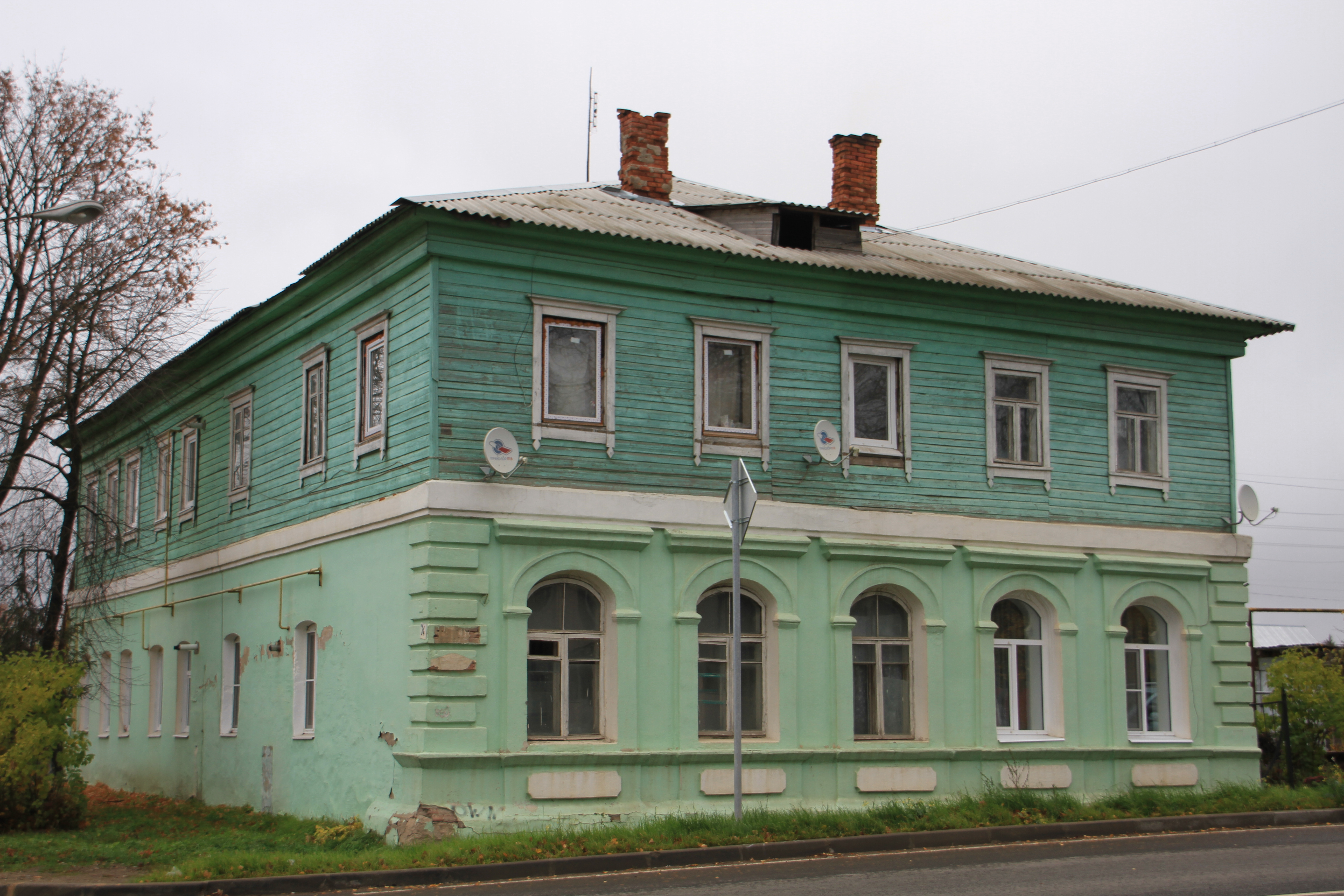
Uma mansão em Medyn, Oblast de Kaluga, utilizada como Kommunalka.

Um kommunalka é um apartamento comunal  típico da Rússia e dos países que integravam a União Soviética (singular: em russo:  коммуналка, коммунальная квартира, kommunalka, kommunal'naya kvartira). O termo apartamentos comunais é um produto da época soviética. O conceito de apartamentos comunais "cresceu na União Soviética como resposta a uma crise imobiliária.
Em 1922, havia cerca de 7,5 milhões de crianças famintas e moribundas na Rússia, vítimas da Primeira Guerra Mundial, da guerra civil e da fome subsequente. Elas vagavam pelo país famintas e desabrigadas, roubando, pedindo esmolas e se prostituindo para sobreviver. Apesar das melhores intenções, o Estado não tinha fundos para socializar o trabalho doméstico, tampouco era capaz de prover todas as crianças desabrigadas que precisavam de cuidados (GOLDMAN, 2017, p. 43)
Uma alternativa de curto prazo, foi o uso dos grandes palácios e mansões da aristocracia russa, e a expropriação de prédios para abrigar a população desamparada.  Cada família tinha seu próprio quarto, que frequentemente servia de sala de estar, sala de jantar e quarto para toda a família, devido ao enorme tamanho dos cómodos dos palácios e mansões. Os moradores compartilhavam o uso dos corredores, cozinha (conhecida como "cozinha comunitária"), banheiro e telefone (se houvesse). O apartamento comunal tornou-se a forma predominante de habitação na URSS durante gerações.

## História do apartamento comunal

### A ascensão do apartamento comunal
Os primeiros apartamentos comunais surgiram no início do século XVIII, quando a locação de aluguéis era dividida pelos proprietários em "cantos", geralmente em pequenas moradias. A partir de meados do século XIX, o número de apartamentos aumentou drasticamente. Geralmente consistiam de 3 a 6 quartos. No século XX, a União Soviética empreendeu “industrialização e urbanização intensivas”, passando de 80% da população vivendo em aldeias e cidades rurais na época da Revolução, para quase a mesma porcentagem vivendo nas cidades nos anos 90. As pessoas foram expulsas do campo pela pobreza e pela coletivização e empurradas para as cidades pela industrialização da economia. Esse êxodo colocou uma enorme pressão nas acomodações urbanas existentes. Os apartamentos comunais eram uma resposta à crise imobiliária, e muitos os consideravam um avanço em relação às alternativas de comunas de moradia, albergues e quartéis.
Lenin concebeu o apartamento comunitário e elaborou um plano para "expropriar e reassentar apartamentos particulares" logo após a Revolução Russa. Seu plano inspirou muitos arquitetos a iniciarem projetos habitacionais comunitários, para criar uma “topografia revolucionária”. O apartamento comunal era revolucionário “unindo diferentes grupos sociais em um espaço físico”. Além disso, o alojamento pertencia ao governo e as famílias recebiam um número extremamente pequeno de metros quadrados cada.

### A queda do apartamento comunal
Após a morte de Stalin, em 1953, o regime de Khrushchev "embarcou em uma campanha de moradia em massa", para eliminar a persistente escassez de moradias e criar apartamentos particulares para residentes urbanos. Esta campanha foi uma resposta à demanda popular por “melhores condições de vida, moradia unifamiliar e maior privacidade”; Khrushchev acreditava que garantir aos moradores apartamentos particulares lhes daria maior entusiasmo pelo sistema comunista e melhorar as atitudes e a vida das pessoas. condições levariam a uma força de trabalho mais saudável e mais produtiva. No entanto, os novos apartamentos foram construídos rapidamente, com ênfase na quantidade sobre a qualidade, e em bairros subdesenvolvidos, com sistemas de transporte público deficientes, dificultando a vida diária dos trabalhadores. Esses blocos de apartamentos logo se tornaram chamados de " khrushchyovka", um cruzamento entre o nome de Khrushchev e o termo russo para favelas.

## A vida em um apartamento comumal

### Planta de um apartamento comum
O espaço em apartamentos comunais era “matematicamente ou burocraticamente” dividido em espaços comuns e salas privadas, com pouca ou nenhuma atenção ao espaço físico das estruturas existentes. A maioria dos apartamentos era dividida de maneira disfuncional, criando “espaços estranhos, longos corredores e as chamadas entradas negras através de pátios interiores labirínticos”. Famílias inteiras viviam em uma única sala superlotada, com pouca esperança de mudar sua situação.
Os moradores deveriam dividir a cozinha, o banheiro e os corredores entre si, mas mesmo esses espaços poderiam ser divididos. Por exemplo, cada família pode ter sua própria mesa de cozinha, queimador de gás, campainha e até mesmo interruptor de luz, preferindo caminhar pelo corredor para usar o interruptor de luz para acender as luzes do banheiro, em vez de usar um interruptor mais próximo de outro residente. Além disso, os corredores geralmente eram pouco iluminados, porque cada família controlava uma das luzes penduradas no corredor e só a ligava para seu próprio benefício. Embora os apartamentos comunais fossem relativamente pequenos, os residentes tinham que esperar às vezes para usar o banheiro ou a pia da cozinha. A cozinha era o principal local onde os residentes interagiam entre si, “compartilhando suas alegrias e tristezas” e agendando responsabilidades compartilhadas. Desconfiados de roubo, os moradores raramente deixavam mantimentos na cozinha, a menos que colocassem fechaduras nos armários da cozinha. No entanto, eles costumavam guardar seus artigos de toalete na cozinha, em vez do banheiro, porque outros residentes podiam usar mais facilmente as coisas deixadas sem supervisão no banheiro. As roupas eram deixadas para secar tanto na cozinha quanto no banheiro.

### Dinâmica de apartamento comunal
O apartamento comunal era o único alojamento na União Soviética, onde os moradores "não tinham nenhuma razão especial para viver juntos". Outras formas de vida comunal baseavam-se em torno do tipo de trabalho ou outras semelhanças, mas os moradores de apartamentos comunais eram colocados juntos aleatoriamente, como resultado da distribuição do espaço vital escasso por um corpo governante. Esses moradores tinham pouco compromisso com a vida comunitária ou uns com os outros. Apesar da natureza desordenada de sua coabitação, os residentes tinham que navegar pela vida comunal, o que exigia responsabilidades compartilhadas e dependência mútua. Os horários de serviço eram afixados na cozinha ou nos corredores, geralmente designando uma família para estar “em serviço” a qualquer momento. A família de plantão seria responsável pela limpeza dos espaços comuns varrendo e limpando a cozinha a cada poucos dias, limpando o banheiro e tirando o lixo. O tempo que uma família estava programada para trabalhar normalmente dependia do tamanho da família, e a rotação seguia a ordem dos quartos no apartamento.
A vida comunal colocava desafios únicos; um autor fala de um incidente em que um vizinho bêbado desmaiou no chão em frente à entrada de seu quarto e urinou, para o horror de sua mãe, que entretinha convidados estrangeiros quando o “pequeno riacho amarelo passava devagar pelo porta da sala. Ela relata este incidente à experiência da vida comunal, “tanto íntima como pública, com uma mistura de facilidade e medo na presença de estrangeiros e vizinhos.” Inquilinos em apartamentos comunais são “parecidos com a família em alguns aspectos e como estranhos em outros”. Os vizinhos são forçados a interagir uns com os outros e conhecem quase tudo uns sobre os outros, seus horários e rotinas diárias, profissão, hábitos, relacionamentos e opiniões, impedindo qualquer sentimento de privacidade no apartamento comunitário.
A cozinha comunitária era um epicentro da vida no apartamento, com suas novidades e fofocas, alegrias e dramas, sal comum e piadas práticas.
A espionagem era especialmente prevalente no apartamento comunal, por causa dos alojamentos extremamente próximos em que as pessoas viviam. Não era incomum que um vizinho olhasse ou escutasse o quarto de outro residente ou a sala comunal e fofocas sobre os outros. Além disso, o apartamento comunal era “um terreno fértil para informantes da polícia”, pessoas eram encorajadas a denunciar seus vizinhos, e muitas vezes faziam isso para garantir a segurança para si mesmas ou para ganhar o quarto do vizinho depois de tê-las despejadas ou presas.
Algumas pessoas optavam por se casar simplesmente para poderem se mudar para um apartamento maior.
Uma das maneiras pelas quais as famílias conseguiam melhorar suas condições de vida era “trocar” seus alojamentos. Se uma família fosse separada por divórcio, eles poderiam trocar espaços, por exemplo, um poderia trocar um grande espaço por duas unidades menores para acomodar uma família.
Apesar de todos esses desafios, muitos ex-moradores de apartamentos comunitários relembram com carinho o senso de família que tinham com seus vizinhos. Quando perguntado o que ela preferiria, uma mulher que viveu toda a sua vida em um apartamento comum em São Petersburgo disse 
É melhor morar em um apartamento comum, grande, em um distrito histórico de Petersburgo, do que em um complexo habitacional privado. [Em um conjunto residencial] há algum tipo de desconexão, a vida é mais chata ... Todo mundo está sozinho. E aqui estamos como uma grande família. Se alguém está em apuros, é compartilhado. Ou uma alegria, você compartilha isso também ... [Isso] funciona muito bem.